# La Roca Alta (Montsec)
La Roca Alta és una cinglera del municipi de Castell de Mur, a l'antic terme de Guàrdia de Tremp, del Pallars Jussà.
Està situada a l'oest-sud-oest de les Cases de l'Estació de Cellers i al sud-est del Serrat Alt. Forma el límit nord de la vall del barranc del Bosc. Sota seu, a migdia, es troba la Solana de la Roca Alta.